# Peter Nuyten
Peter Nuyten (Nijmegen, 29 november 1962) is een Nederlands striptekenaar en illustrator. 

## Biografie
Nuyten volgde van 1988 tot 1992 een opleiding grafische vormgeving en illustratie aan de HKA (het huidige Artez te Arnhem), waarna hij voor een aantal jaar freelance grafisch ontwerper werd. Geleidelijk aan begon hij gedurende de jaren 90 ook leerboeken en kinderboeken te illustreren, was vanaf 1993 tevens werkzaam op de voormalige Studio Iris en publiceerde in het gelijknamige stripblad. Vanaf juli 1999 tot de opheffing in november 2007 was hij werkzaam bij Studio Jan Kruis waar hij werkte aan Jan, Jans en de kinderen. In die tijd was hij ook verantwoordelijk voor het ontwerpen van enige consumenten producten en voor de herbewerkingen van logo's e.d.. Vanaf 2007 bleef hij tot begin 2013 aan deze strip werken als inkter op freelance basis. Tevens maakte hij in die tijd voor dezelfde strip ook enkele scenario's en volledige pagina’s. 
In 2010 publiceerde Nuyten zijn eerste eigen strip Auguria, een realistisch getekende historische strip die zich afspeelt in de Nederlanden in 69 na Christus. Het daarop volgende jaar verscheen het eerste deel van Nuytens westernstripreeks Apache Junction. Inmiddels is het vijfde deel ervan uitgebracht.
In 2020 verscheen in Nederland het eerste deel van Nuytens derde stripreeks Metro 2033 Deze serie maakte Nuyten in opdracht van de Duitse uitgeverij Splitter Verlag en is gebaseerd op het gelijknamige boek en tevens bestseller van Dmitry Glukhovsky. Het betreft een postapocalyptisch verhaal, dat zich afspeelt in het jaar 2033 in de metro van Moskou na een atoomaanval. Deze adaptatie beslaat 4 boeken welke de originele roman volgt maar op bepaalde momenten afwijkt van het origineel. De tetralogie wordt inmiddels in meerdere talen  uitgebracht.
In mei 2021 wordt Nuyten door François Corteggiani telefonisch benaderd met de vraag om aan het verhaal de Jonge Jaren van Blueberry te werken. Dit verhaal had moeten volgen op het laatste album dat op dat moment nog onder productie was bij tekenaar Michel Blanc Dumont. Nuyten werd gekozen omdat hij in de geest van Jean Giraud werkt en de stylering nauwgezet weet te benaderen.  Uit dit korte samenwerkingsverband ontstond een tweetal volledig uitgewerkte pagina’s gebaseerd op de laatste lopende cyclus in deze serie. Met het abrupte overlijden van Corteggiani kwam er echter een einde aan een mogelijk vruchtbare samenwerking. Het ingediende voorstel van Corteggiani, gemaakt in samenwerking met Nuyten, werd in overleg met de erven Charlier en Giraud afgewezen door uitgeverij Dargaud.
In 2024 verscheen Gunung Darah - Bloedberg, een strip die zich afspeelt in het jaar 1898 op Sumatra dat toen nog onderdeel was van het voormalig Nederlands-Indië, gedurende de bloedige Atjeh-oorlog.
De realistische strips van Nuyten bevatten naast avontuur en dramatiek, ook een duidelijke maatschappij kritische lading waarin de hoofdpersonages voortdurend balanceren tussen ethiek en moraliteit. De grens tussen goed en kwaad is vaag en moraliteit en pragmatisme lopen door elkaar. In zijn visuele vormgeving geeft Nuyten het landschap en omgeving eveneens een belangrijke hoofdrol.

## Nominaties, onderscheidingen en prijzen
Zilveren Griffel 1996 - Nederlandse onderscheiding toegekend door CPNB (Stichting Collectieve Propaganda van het Nederlandse Boek). Geassocieerd met SUN Uitgeverij, Zilveren Griffelprijs voor wijlen Nederlandse auteur Theo Vijgen voor het informatieve rijk geïllustreerde jeugdboek Tipi's, Totems en Tomahawks uitgebracht door uitgeverij SUN, vergezeld van speciale vermelding en erkenning in het juryrapport voor illustrator Peter Nuyten voor zijn originele werk voor dit boek. Dit resulteerde in landelijke bekendheid van het boek en algemene erkenning van zijn werk in Nederland. De voormalige Nijmeegse uitgeverij SUN is tegenwoordig onderdeel van Koninklijke Boom in Amsterdam.
SAUL Award 2006, Europa. Toegekend door Project - SAUL (Sustainable & Accessible Urban Landscapes). Internationale prijs voor het beste concept van een stedelijk landschapsontwerpmonument voor de stad Nijmegen, Nederland.
Prix Saint-Michel 2011 - Belgische nominatie voor de strip Apache Junction, boek 1 in de categorie Beste Nederlandstalige boek.
Rudolph Dirks Award 2020, Duitse nominatie voor de stripbewerking Metro 2033 in de categorie Science Fiction - Alternatieve Geschiedenis. Toegekend door de International Award for Graphic literature. De Rudolph Dirks Award eert de beste publicaties en kunstenaars in de grafische literatuur en wordt aan het einde van elk jaar uitgereikt tijdens de Duitse Comic Con in Dortmund, Duitsland.
Stripschapspenning 2025, Nederlandse nominatie voor Gunung Darah (Bloedberg), in de categorie Beste Nederlandse stripalbum van 2024